# Kováts Terus

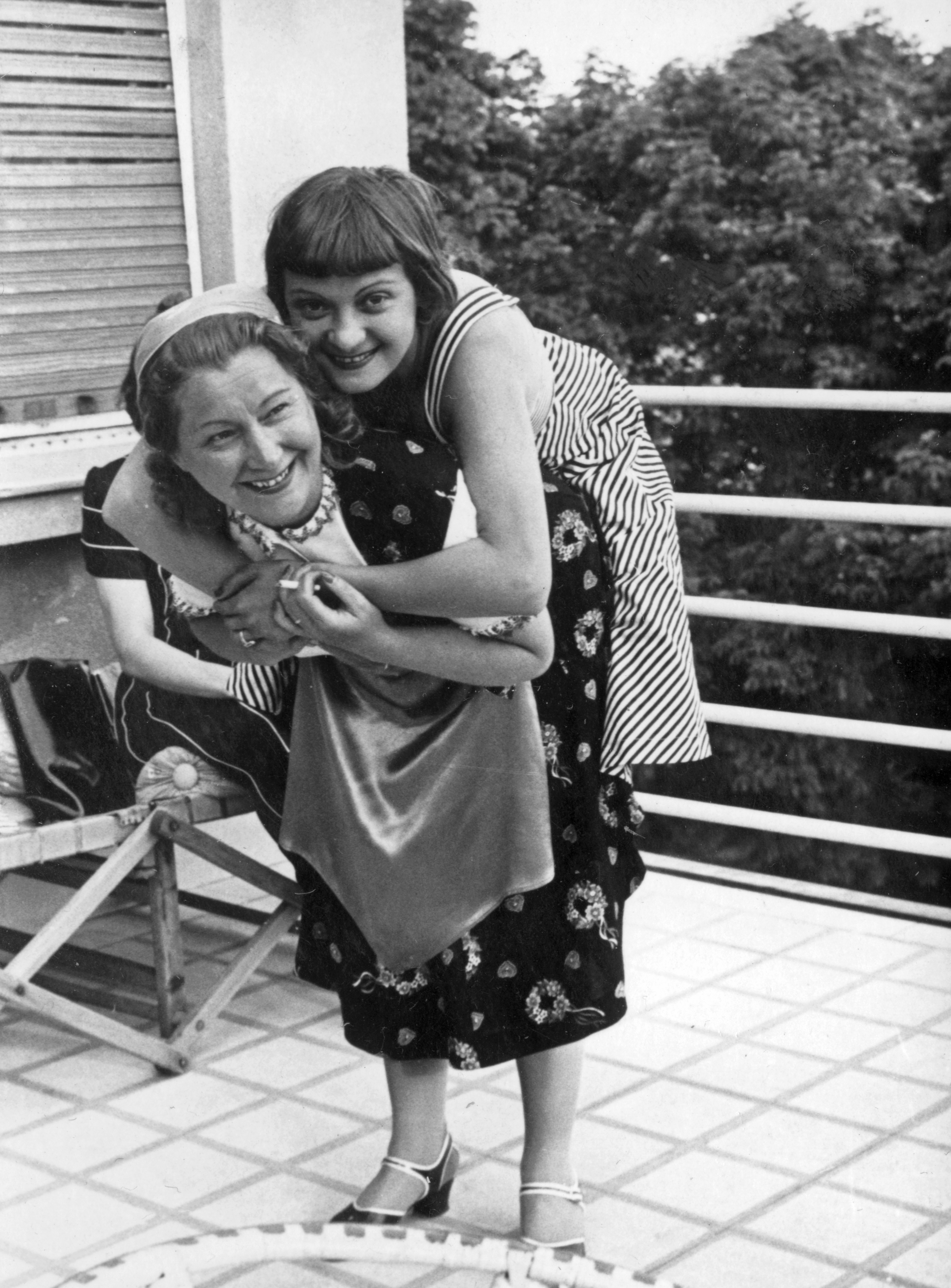
Kováts Terus és Kiss Manyi színésznők.

Kováts Terus névvariáns: Kovács Terus, született: Zelenák Mária Terézia (Eger, 1894. április 19. – Miskolc, 1958. december 26.) magyar színésznő, érdemes művész.

## Életútja
Zelenák Ilona ókéri magánzónő törvénytelen leányaként született. 1911-ben lépett először színpadra Miklósy Gábornál. Kezdetben népszínművek énekesnő szerepkörében Kassán, Pozsonyban, Ungváron, Munkácson szerepelt, még Prágában is fellépett. 1922-1925-ben és 1928–1929-ben Debrecenben játszott, 1929-1932-ben között a Belvárosi Színház, majd 1932-1934-ben és 1935-1937-ben a Magyar Színház művésze volt. 
Első férje Miklósy Aladár volt, akivel 1912. augusztus 29-én kötött házasságot Kispesten, 1924-ben váltak el.
1939-ben a Márkus Parkszínházban szerepelt, ezután 1939–1942 között második férjénél, Beleznay Unger Istvánnál lépett fel, akivel még 1924. június 26-án kötött házasságot Debrecenben.
Fokozatosan áttért a komikus jellemszerepekre. 1942-től Debrecenben, 1949-től haláláig Miskolcon láthatta a közönség, de vendégként játszott a Fővárosi Operettszínházban is. A vidéki színjátszás vezető egyéniségei közé tartozott. 1956-ban Érdemes Művész díjjal ismerték el addigi színészi munkásságát. Filmekben is feltűnt.

## Fontosabb színházi szerepei
- Molière: Tartuffe... Pernelle asszony
- Molière: Fösvény... Fruzsina, házasságszerző
- Molière: Duda Gyuri... Úritökné
- Victorien Sardou: Szókimondó asszonyság... Hübscher Kata
- Jacques Offenbach: Hoffmann meséi... Antónia
- Valentyin Petrovics Katajev: Bolond vasárnap... Róza, Zajcev felesége
- Ilf és Petrov: Béke szigete... Jacobsné
- Jaroslav Hašek: Svejk... Von Greifels bárónő
- Kacsóh Pongrác: János vitéz... Iluska
- Szigligeti Ede: Liliomfi... Camilla
- Csiky Gergely: Kaviár... Barlanghy Márta, nagykorú kisasszony
- Tóth Ede: A falu rossza... Finum Rózsi
- Nóti Károly: Nyitott ablak... Polgármesterné
- Mikszáth Kálmán: A Noszty-fiú esete Tóth Marival... Homlódyné
- Mikszáth Kálmán: Farkas a havason... Vojtekné, szakácsnő
- Gárdonyi Géza: Ida regénye... Julcsa néni
- Bródy Sándor: A tanítónő... Nagyasszony
- Móricz Zsigmond: Légy jó mindhalálig... Török néni
- Móricz Zsigmond: Nem élhetek muzsikaszó nélkül... Zsani néni
- Háy Gyula: Az élet hídja... Ilus néni
- Molnár Ferenc: Olympia... Eugenia, a herceg felesége
- Illyés Gyula: Ozorai példa... Tengöliné
- Karinthy Ferenc: Ezer év... Bencsikné
- Fehér Klára: Nem vagyunk angyalok... A mama
- Sándor Kálmán: A harag napja... Sós Juliska, Sós Ferenc édesanyja
- Barabás Tibor: Magyar jakobinusok... Fanni néni, Strohmeyer felesége
- Földes Mihály: Mélyszántás... Takácsné
- Farkas Ferenc - Baróti Géza - Dékány András: Zeng az erdő... Özv. Balla Mártonné
- Forgách István: Vándormadarak... Lábadiné
- Vereczkey Zoltán: Vizsgázik a tanár úr... Róza néni
- Iszaak Oszipovics Dunajevszkij: Filmcsillag... Margarita
- Iszaak Oszipovics Dunajevszkij: Szabad szél... Klementin, Stella anyja
- Jurij Szergejevics Miljutyin: Szibériai rapszódia... Kapitolina
- Borisz Andrejevics Lavrenyov: Amerika hangja... Mrs. Kidd
- Nyikolaj Alfredovics Adujev: Dohányon vett kapitány... Nenila, bojárasszony
- Nyikolaj Mihajlovics Gyakonov: Házasság hozománnyal... Vaszilisza, a kolhoz elnöke
- Alekszandr Alekszandrovics Fagyejev: Az ifjú gárda... Vera nagymama
- Alekszandr Jevdokimovics Kornyejcsuk: Ukrajna sztyeppéin... Palaska, Csesznok felesége
- Alekszandr Jevdokimovics Kornyejcsuk: Csillagtárna... Mária Szeréka
- Alekszandr Jevdokimovics Kornyejcsuk: Nagy műtét... Maria Taraszovna, Platon Krecsit édesanyja
- Csizmarek Mátyás: A borjú... Özv. Csuhainé
- Csizmarek Mátyás: Bújócska... Kovácsné, Berta, Kovács felesége
- Csizmarek Mátyás: Boci-boci tarka... Özv. Csuhainé
- Cézár Szolodár: Nyári kaland... Agafonova
- Jaroslav Klima: A szerencse nem pottyan az égből... Roucskova
- Lillian Hellman: Kis rókák... Addie
- Gian Paolo Callegari: Megperzselt lányok... Mariotti asszony, a meggyilkolt leány anyja

## Filmjei
- Lila akác (1934) – Kovácsné házinéni
- A titokzatos idegen (1936) – pedellus felesége
- Hetenként egyszer láthatom (1937) – Vargáné, házinéni
- Hotel Kikelet (1937) – feleség a szállodában
- Háromszázezer pengő az utcán (1937) – házmesterné
- A Noszty-fiú esete Tóth Marival (1937, magyar-német-osztrák) – Rózsika anyja
- Tokaji rapszódia (1937) – Kovácsné, Éva főbérlője
- Családi pótlék (1937) – Rozi, házmester felesége
- Magdát kicsapják (1937-38)
- Fekete gyémántok (1938) – madame Risan nevelőnő
- Nehéz apának lenni (1938)
- 13 kislány mosolyog az égre (1938) – Piri anyja
- Megvédtem egy asszonyt (1938)
- Rozmaring (1938) – vendég Kevyéknél
- Szegény gazdagok (1938) – kocsmárosné
- A varieté csillagai (1938) – panziós
- Nincsenek véletlenek (1938) – Lujza
- Szervusz, Péter! (1939) – házinéni
- Nem loptam én életemben (1939)
- Pénz áll a házhoz (1939) – Molnárné, a névrokon felesége
- Tökéletes férfi (1939) – álláskereső gépírónő
- Karosszék (1939) – Fantáné, Oroszék házinénije
- A miniszter barátja (1939) – Clarisse, ruhaszalon tulajdonosnője
- Földindulás (1939) – falusi asszony
- Zúgnak a szirénák (1939)
- Vissza az úton (1940)
- Könnyű múzsa (1947)
- Simon Menyhért születése (1954)
- Ünnepi vacsora (1956)
- Égi Madár (1958)

## Díjai
- Érdemes művész (1956)